# 六賊 (道家)
六賊為道家名詞，指修道遇上的六種魔障，即色、聲、香、味、觸、法，從五感及心念上引誘修道人的欲望。《道樞》卷五《百問篇》中指為目、耳、鼻、舌、心、意。

## 其它
六賊也是后西游记裡的六个妖怪，分别是看得明、听得细、嗅得清、吮得出、立得住、想得到。